# Sam Bennett (ishockeyspelare)
Samuel Hunter "Sam" Bennett-McDowell, född 20 juni 1996, är en kanadensisk professionell ishockeyforward som spelar för Florida Panthers i NHL.
Han har tidigare spelat för Calgary Flames i NHL och Kingston Frontenacs i OHL.
Bennett vann Stanley Cup för säsongerna 2023–2024 och 2024–2025. Han vann också Conn Smythe Trophy för den sistnämnda säsongen.
Bennett draftades av Calgary Flames i första rundan i 2014 års draft som fjärde spelare totalt.

## Statistik
| 2011–2012  | Toronto Marlboros   | GTHL       | 37  | 33  | 36  | 69  | 34  | —   | —  | —  | —  | —   |
| 2012–2013  | Kingston Frontenacs | OHL        | 60  | 18  | 22  | 40  | 87  | 4   | 0  | 3  | 3  | 2   |
| 2013–2014  | Kingston Frontenacs | OHL        | 57  | 36  | 55  | 91  | 118 | 7   | 5  | 4  | 9  | 18  |
| 2014–2015  | Calgary Flames      | NHL        | 1   | 0   | 1   | 1   | 0   | 11  | 3  | 1  | 4  | 8   |
|            | Kingston Frontenacs | OHL        | 11  | 11  | 13  | 24  | 4   | 4   | 0  | 3  | 3  | 4   |
| 2015–2016  | Calgary Flames      | NHL        | 77  | 18  | 18  | 36  | 37  | —   | —  | —  | —  | —   |
| 2016–2017  | Calgary Flames      | NHL        | 81  | 13  | 13  | 26  | 75  | 4   | 2  | 0  | 2  | 4   |
| 2017–2018  | Calgary Flames      | NHL        | 82  | 11  | 15  | 26  | 59  | —   | —  | —  | —  | —   |
| 2018–2019  | Calgary Flames      | NHL        | 71  | 13  | 14  | 27  | 93  | 5   | 1  | 4  | 5  | 16  |
| 2019–2020  | Calgary Flames      | NHL        | 52  | 8   | 4   | 12  | 36  | 10  | 5  | 3  | 8  | 10  |
| 2020–2021  | Calgary Flames      | NHL        | 38  | 4   | 8   | 12  | 19  | —   | —  | —  | —  | —   |
|            | Florida Panthers    | NHL        | 10  | 6   | 9   | 15  | 33  | 5   | 1  | 4  | 5  | 8   |
| 2021–2022  | Florida Panthers    | NHL        | 71  | 28  | 21  | 49  | 74  | 10  | 1  | 2  | 3  | 12  |
| 2022–2023  | Florida Panthers    | NHL        | 63  | 16  | 24  | 40  | 54  | 20  | 5  | 10 | 15 | 60  |
| 2023–2024  | Florida Panthers    | NHL        | 60  | 20  | 21  | 41  | 100 | 19  | 7  | 7  | 14 | 12  |
| 2024–2025  | Florida Panthers    | NHL        | 76  | 25  | 26  | 51  | 90  | 23  | 15 | 7  | 22 | 48  |
| NHL totalt | NHL totalt          | NHL totalt | 691 | 162 | 174 | 336 | 670 | 107 | 40 | 38 | 78 | 178 |
| OHL totalt | OHL totalt          | OHL totalt | 128 | 65  | 90  | 155 | 219 | 15  | 5  | 10 | 15 | 24  |

### Internationellt
| Källa: Uppdaterad: 2020-08-26 | Källa: Uppdaterad: 2020-08-26 | Källa: Uppdaterad: 2020-08-26 |         | Utv = Utvisningsminuter | Utv = Utvisningsminuter | Utv = Utvisningsminuter | Utv = Utvisningsminuter | Utv = Utvisningsminuter |
| År                            | Lag                           | Mästerskap                    | Matcher | Mål                     | Assists                 | Poäng                   | Utv                     |                         |
| ----------------------------- | ----------------------------- | ----------------------------- | ------- | ----------------------- | ----------------------- | ----------------------- | ----------------------- | ----------------------- |
| 2013                          | Kanada                        | U18-VM                        | 7       | 3                       | 4                       | 7                       | 4                       |                         |
| 2013                          | Kanada                        | Ivan Hlinka                   | 5       | 3                       | 1                       | 4                       | 6                       |                         |
| 2025                          | Kanada                        | 4 Nations                     | 3       | 1                       | 0                       | 1                       | 5                       |                         |
| Junior totalt                 | Junior totalt                 | Junior totalt                 | 12      | 6                       | 5                       | 11                      | 10                      |                         |
| Senior totalt                 | Senior totalt                 | Senior totalt                 | 3       | 1                       | 0                       | 1                       | 5                       |                         |